# 應明皓
應明皓（1943年—2019年4月20日），生于江西赣州，臺灣企业家、围棋事业家，以推广世界围棋，资助举办“应氏杯”闻名。

## 生平
籍貫浙江省宁波慈溪县慈城镇（今属宁波市江北区），生于江西赣州。生父为台湾大企业家应昌期，母为唐平尘，是家中独子。有妹應柔爾。和父亲一样，酷爱围棋，但因工作繁忙很少下棋，是评棋名家，关注围棋动态。
应昌期创设应氏杯世界职业围棋锦标赛（简称“应氏杯”），奖金为世界围棋竞赛之最，故有世界围棋“奥林匹克”之称。应昌期过世以后，應明皓继续推广应氏杯和“應氏計點制圍棋規則”。
曾为台湾应氏集团董事长、应氏基金会会长。在台湾经营纺织业和建筑业，有企业利华羊毛、现代建筑等。在中国大陆上海市也有可观产业，如应氏大厦。上海应氏大厦为應明皓当年投资1.6亿元人民币建成，共有18层楼，其中8层专为应氏围棋使用，为应昌期围棋基金会专用。
2019年4月20日因突发疾病在北京去世，享年76岁。

## 支持围棋事业
虽然應明皓为台湾著名企业家，名下有不少私人企业，但据称其私人企业利润悉数支持中国大陆、台湾的围棋事业，并支持世界性的“应氏杯”。据称其生活俭朴，“愁吃愁穿”，因为私人企业利润都用来“办围棋比赛了”。
其名下举办的各类围棋比赛有：
- 应氏杯世界职业围棋锦标赛（被美称为世界围棋的“奥林匹克”）
- 倡棋杯
- 陈毅杯（以中國圍棋協會創辦人陈毅命名）
- 世界大学生围棋赛
- 應氏盃世界青少年圍棋錦標賽（为世界性青少年围棋比赛）

1988年，曾决策将首届“应氏杯”放在新加坡举办，扩大了应氏杯的影响力。